# Black Mountain (band)
Black Mountain is een Canadese rockband, die in 2004 in Vancouver werd opgericht door bassist Matt Camirand, gitarist en zanger Stephen McBean, toetsenist Jeremy Schmidt, zangeres Amber Webber en drummer Joshua Wells. Vier van de vijf bandleden zijn tevens werkzaam in de geestelijke gezondheidszorg. Black Mountain maakt samen met enkele andere bands deel uit van een groter collectief, genaamd Black Mountain Army. De band grijpt in hun muziek terug naar de classic rock van de jaren zeventig, zoals Led Zeppelin, Black Sabbath en Pink Floyd.
In de winter van 2004 werd de eerste ep, Druganaut, opgenomen. Op 7 juni 2005 werd deze uitgegeven door Jagjaguwar Records.
Een jaar na de oprichting, op 25 augustus 2005, werd het debuutalbum uitgebracht. Na de uitgave hiervan toerde Black Mountain met de Britse band Coldplay. In het nummer "No Hits" zet McBean zich af tegen de moderne popmuziekcultuur: "lemme holler against the pop star dream".
Op 22 januari 2008 werd het tweede album, In the Future, uitgebracht. Dit album werd in drie weken tijd opgenomen en gemixt. Op "Stormy High", de eerste single van dit album, verschijnen Ryan Peters en Sean Hawryluk, beiden leden van de band Ladyhawk, als achtergrondzangers. Op In the Future staat de door Dave Sardy opgenomen compositie "Stay Free", die ook verscheen op de soundtrack van Spider-Man 3.
Het derde studioalbum, Wilderness Heart, verscheen op 13 september 2010. De productie hiervan werd verzorgd door Sardy en Randall Dunn. Het is de eerste plaat die niet door de bandleden zelf geproduceerd werd. Wilderness Heart werd opgenomen in Seattle en Los Angeles. Het nummer "Old Fang" werd als eerste single uitgeven, gevolgd door "Hair Song". Van augustus tot november 2010 treedt de band samen op met de uit Austin (Texas) afkomstige band The Black Angels. Black Mountain gaf hierbij op 17 september 2010 een uniek optreden in het natuurtheater in Oisterwijk tijdens het Incubate festival.

## Discografie

### Albums
| Album met eventuele hitnotering(en) in de Nederlandse Album Top 100 | Datum van verschijnen | Datum van binnenkomst | Hoogste positie | Aantal weken | Opmerkingen |
| ------------------------------------------------------------------- | --------------------- | --------------------- | --------------- | ------------ | ----------- |
| Druganaut                                                           | 2005                  | -                     |                 |              | ep          |
| Black Mountain                                                      | 2005                  | -                     |                 |              |             |
| In the future                                                       | 2008                  | -                     |                 |              |             |
| Wilderness heart                                                    | 10-09-2010            | 18-09-2010            | 93              | 1            |             |
| Year Zero:The Original Soundtrack                                   | 2012                  |                       |                 |              |             |
| IV                                                                  | 2016                  |                       |                 |              |             |
| Destroyer                                                           | 2019                  |                       |                 |              |             |

| Album met hitnotering(en) in de Vlaamse Ultratop 200 albums | Datum van verschijnen | Datum van binnenkomst | Hoogste positie | Aantal weken | Opmerkingen |
| ----------------------------------------------------------- | --------------------- | --------------------- | --------------- | ------------ | ----------- |
| Black Mountain                                              | 2005                  | 09-02-2008            | 57              | 4            |             |
| Wilderness heart                                            | 2010                  | 25-09-2010            | 36              | 4*           |             |